# SIGGRAPH

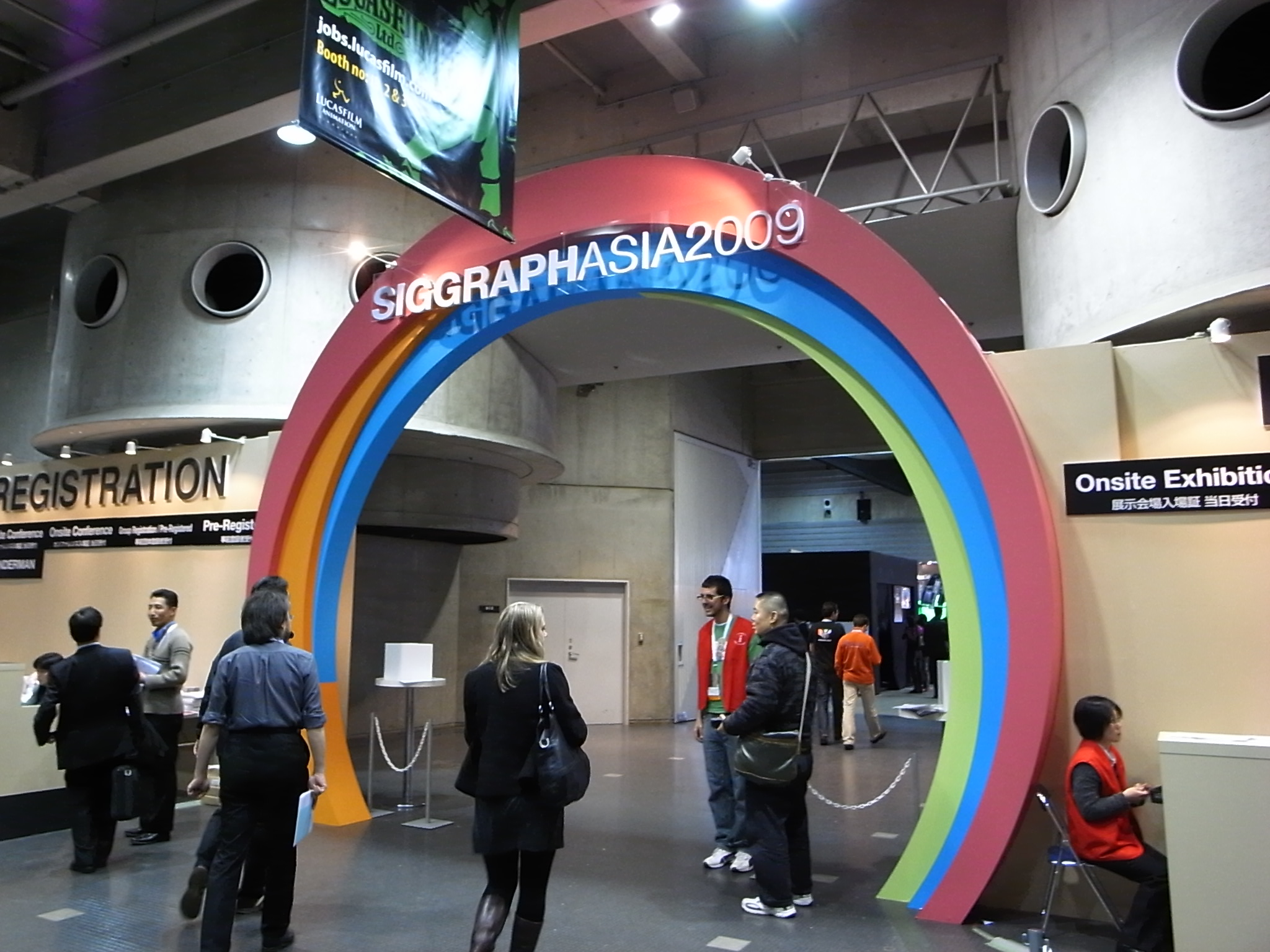
Один із входів на виставку SIGGRAPH Asia 2009

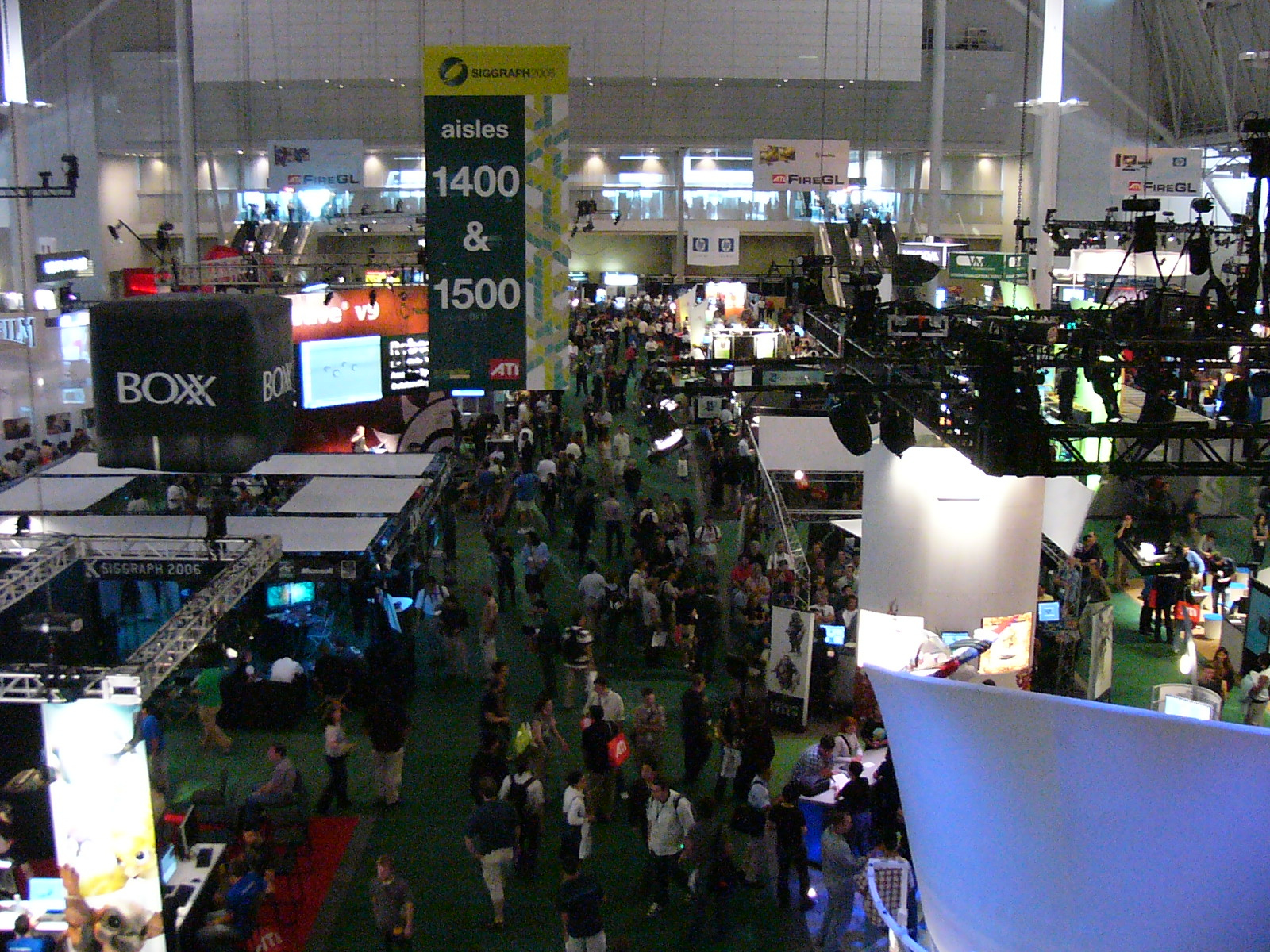
Частина виставкового павільйону на SIGGRAPH 2006

Special Interest Group on Graphics and Interactive Techniques (укр. Спеціальна група з графічних і інтерактивних методів) або SIGGRAPH — щорічна конференція з питань комп'ютерної графіки, яка проводиться організацією ACM SIGGRAPH. SIGGRAPH приваблює десятки тисяч комп'ютерних професіоналів у графічній індустрії. Вперше конференція пройшла в 1974 році. Конференції SIGGRAPH проводились в Далласі, Сіетлі, Лос-Анджелесі, Новому Орлеані, Сан-Дієго і в інших містах США.
з 2008 проводиться і повторна щорічна конференція «SIGGRAPH Asia»..
SIGGRAPH 2009 проходила з 3 по 7 серпня включно у Новому Орлеані.